# Energiepolitik
Energiepolitik bezeichnet die Politik von Gebietskörperschaften (z. B. einer Stadt, eines Kreises, eines Bundeslandes, der Bundesrepublik), einer Partei, einer Regierung oder einer überstaatlichen Institution (z. B. EU, EU-Kommission). Diese Politik kann dazu führen, dass politische Einheiten sich verbindliche Regelungen des Systems der Aufbringung, Umwandlung, Verteilung und Verwendung von Energie setzen. Im weiteren Sinne betrifft Energiepolitik die Gesamtheit der institutionellen Bedingungen, Kräfte und Bestrebungen, die darauf gerichtet sind, gesellschaftlich verbindliche Entscheidungen über die Struktur und Entwicklung der Bereitstellung, Verteilung und Verwendung von Energie zu treffen.

## Einordnung

Abhängigkeit der Energieversorgung von Importen in Europa

Die Energiepolitik ist eine sektorale Strukturpolitik und besonderer Bestandteil der Wirtschaftspolitik mit Querverbindungen zur Umwelt- und Klimapolitik sowie zur Entwicklungs-, Verkehrs-, Sozial- und Technologiepolitik. Da der Energiehandel internationale Abhängigkeiten impliziert, ist die Energiepolitik auch mit der Außen- und Sicherheitspolitik verknüpft. Wie in anderen westlichen Ländern wird die Energiewirtschaft in Europa in großem Umfang durch staatliche Eingriffe direkt oder indirekt beeinflusst. Doch beschränkt sich die Energiepolitik des Staates – sobald nicht mehr (anders als noch in Frankreich oder Italien) wichtige Energiesektoren verstaatlicht sind – auf eine regulative Politik mittels Geboten und Verboten, indirekte Steuerung (zum Beispiel durch Anreize, Fördermaßnahmen, Definition der Wettbewerbsregeln) und prozeduraler Steuerung.
Auf globaler Ebene ist die Energiepolitik von einem Wettbewerb um den Zugang zu fossilen Energieträgern geprägt. Eine neue Herausforderung liegt in dem Ölfördermaximum, das wegen der derzeitigen großen Abhängigkeit der Wirtschaft vom Erdöl zu massiven Preissteigerungen und sogar Versorgungsengpässen führen kann.

### Grundsätzliche Theorien
Analytisch kann man unterscheiden zwischen einer nachfrageorientierten Energiepolitik und einer angebotsorientierten Energiepolitik.
- Eine nachfrageorientierte Energiepolitik orientiert sich an der vorgegebenen Nachfrage und stellt diese auf keinen Fall in Frage; sicherheitshalber werden Überkapazitäten im Kraftwerks- und Leitungsbereich aufgebaut. Die nachfrageorientierte Energiepolitik orientiert sich insofern stark am Ziel der Gewährleistung von Energiesicherheit.
- Dagegen geht die angebotsorientierte Energiepolitik von der Analyse aus, wie viel Energie zu welchen Bedingungen zur Verfügung steht und versucht bei Unterversorgung, mit einem Demand Side Management die Nachfrage zu beeinflussen (zum Beispiel Energiezuteilung, Aufforderung zur Energieeinsparung und Erhöhung der Energieeffizienz). Der angebotsorientierte Ansatz steht insofern einer ökologischen Energiepolitik näher.

## Instrumente
Zu den Instrumenten der Energiepolitik zählte in den westlichen Industrieländern lange Zeit – die von der Leitlinie sozialer Marktwirtschaft weit abweichende – Politik des Wettbewerbsausschlusses als Marktordnungsinstrument. Dies verdeutlichte vor allem die Regelung der leitungsgebundenen Energieversorgung für Strom und Gas. Die zugrundeliegende Rechtsordnung, die in Deutschland bis zum Jahr 1998 im Wesentlichen auf dem Gesetz zur Förderung der Energiewirtschaft von 1935 basierte, ermöglichte den energieerzeugenden Unternehmen die Einrichtung von Versorgungsgebieten und schützte diese durch ein dichtgeknüpftes Netz wettbewerbsbeschränkender oder- ausschließender Verträge. Diese Situation hat sich mit der durch die EU angestoßenen Liberalisierung der Energiemärkte ab 1998 grundlegend verändert. Seitdem ist in den Mitgliedsstaaten der EU lediglich der Betrieb der Übertragungs- und Verteilnetze in Gebietsmonopolen organisiert, während die Stromerzeugung und der Vertrieb an die Endkunden für den Wettbewerb geöffnet wurde.
Spezifische Gesetze wie zum Beispiel in Deutschland das Erneuerbare-Energien-Gesetz und die Energieeinsparverordnung sollen zu einer rationellen Energienutzung und einer Veränderung im Energiemix führen.

## Energiepolitik in der Europäischen Union

### Deutschland

#### Gesetzgebung und Hoheitsträger
Die gesetzliche Regelung der Energiewirtschaft in Deutschland gehört zur konkurrierenden Gesetzgebung (Art. 74 Abs. 1 Nr. 11 GG). Der Bund hat die Gesetzgebung u. a. durch das Energiewirtschaftsgesetz ausgeübt. Federführend dafür ist das Bundesministerium für Wirtschaft und Klimaschutz (umbenannt nach der Bundestagswahl 2021; davor hieß es zeitweise 'Bundesministerium für Wirtschaft und Energie'). Nach dem geltenden Organisationserlass des Bundeskanzlers  ist dieses Bundesministerium auch federführend für die Energieforschung. Das Bundesministerium für Bildung und Forschung führt die Energieforschung im Bereich der Großforschungseinrichtungen nach programmatischen Vorgaben des Bundeswirtschaftsministeriums durch. Die Länder haben aufgrund der konkurrierenden Gesetzgebung einen landeseigenen Gestaltungsspielraum und können darüber hinaus über den Bundesrat an der Bundesgesetzgebung mitwirken und auch bei nicht zustimmungspflichtigen Gesetzen (z. B. EEG) zumindest Einspruch erheben und den Vermittlungsausschuss anrufen.
Eng verbunden mit der Energiepolitik sind die Luftreinhaltung und der Klimaschutz. Auch diese gehören zur konkurrierenden Gesetzgebung (Art. 74 Abs. 1 Nr. 24 GG). Das Bundesministerium für Umwelt, Naturschutz und Reaktorsicherheit hatte zeitweise die Zuständigkeit für die erneuerbaren Energien sowie die Federführung für das Erneuerbare-Energien-Gesetz aus dem Bereich des Bundeswirtschaftsministeriums übertragen bekommen; nach der Bundestagswahl 2013 wurde im Dezember 2013 das Bundeswirtschaftsministerium wieder zuständig.
Eine Energiequelle war die Kernenergie. Nach Art. 73 Abs. 1 Nr. 14 GG steht dem Bund die Gesetzgebung zur Erzeugung und Nutzung der Kernenergie zu friedlichen Zwecken, zur Errichtung und zum Betrieb von Anlagen, die diesen Zwecken dienen, zum Schutz gegen Gefahren, die bei Freiwerden von Kernenergie oder durch ionisierende Strahlen entstehen, und die Behandlung radioaktiver Stoffe zu (siehe Endlagerung, Zwischenlagerung, Wiederaufarbeitung).  Die letzten drei Kernreaktoren in Deutschland wurden am 15. April 2023 abgeschaltet.
Nach Art. 74 Abs. 1 Nr. 17 GG steht dem Bund die Förderung der land- und forstwirtschaftlichen Erzeugung zu. Hierunter fallen auch Biokraftstoffe. Das Bundesministerium für Ernährung, Landwirtschaft und Verbraucherschutz nimmt diese Aufgabe wahr.
Grundsätzlich führen die Länder die Bundesgesetze als eigene Angelegenheit aus, soweit das Grundgesetz nichts anderes bestimmt oder zulässt (Art. 83 GG).
Gesetze, die auf Grund des Art. 73 Abs. 1 Nr. 14 GG ergehen, können mit Zustimmung des Bundesrates bestimmen, dass sie von den Ländern im Auftrag des Bundes ausgeführt werden. Diese Möglichkeit hat der Bund durch Inkraftsetzen des Atomgesetzes genutzt.

#### Energiequellen und Energieverbrauch
| Energieträger              | 2007 | 2008 | 2009 | 2010 |
| -------------------------- | ---- | ---- | ---- | ---- |
| Mineralöl                  | 32,7 | 36,0 | 34,7 | 33,6 |
| Erdgas, Erdölgas           | 22,1 | 18,0 | 21,9 | 21,8 |
| Braunkohle                 | 11,4 | 11,4 | 11,3 | 10,7 |
| Steinkohle                 | 14,3 | 13,2 | 11,0 | 10,9 |
| Kernenergie                | 10,9 | 11,9 | 11,0 | 10,9 |
| Wasser- und Windkraft 1)3) | 1,6  | 1,7  | 1,5  |      |
| Andere Erneuerbare 2)      | 6,3  | 6,7  | 7,3  |      |
| Außenhandelssaldo Strom    | −0,5 | −0,6 | −0,4 |      |

1) Windkraft ab 1995

2) u. a. Brennholz, Brenntorf, Klärschlamm, Müll, sonstige Gase

3) inkl. Fotovoltaik

Die besondere Bedeutung der Energie als Schwungkraft wirtschaftlicher Tätigkeit und der Lebensführung in einer komplexen Gesellschaft dokumentieren die einschlägigen Statistiken des Energieverbrauchs.
Der Primärenergieverbrauch (PEV) betrug 2006 14.464 Petajoule, 2007 14.128, 2008 14.189 und 2009 13.341 Petajoule. 2009 und 2010 machte sich die Wirtschaftskrise bemerkbar.
Die 'Arbeitsgemeinschaft Energiebilanzen' veröffentlicht regelmäßig aktuelle Zahlen.
Die Bundesregierung hat es sich zum Ziel gesetzt, verglichen mit 2008 den PEV im Jahr 2020 um 20 % und im Jahr 2050 um 50 % gesenkt zu haben.

#### Konsens und Dissens
Über das Zieldreieck der Energiepolitik (Versorgungssicherheit, Wirtschaftlichkeit/Wettbewerbsfähigkeit und Umweltverträglichkeit) besteht in Deutschland wie in Europa weitgehend Konsens zwischen den etablierten Parteien. Umstritten sind hingegen die Mittel zur Zielerreichung und die Wahl von Alternativen bei Zielkonflikten, zum Beispiel im Konflikt von Wirtschaftlichkeit und Umweltverträglichkeit. Davon zeugen vor allem
- der Streit um die Erzeugung und Nutzung von Kernenergie seit den 1970er Jahren („Atomkonflikt“),
- der fehlende politische Wille, in Deutschland ein geeignetes Endlager für radioaktive Abfälle zu finden und zu erschließen bzw. sich gegen ein Atommülllager Gorleben zu entscheiden und einen anderen Standort zu suchen sowie
- die Entscheidungsblockaden beim Finden eines mittel- und langfristig tragfähigen Energiekonzeptes[11] sowie die Begrenzung und faire Verteilung der Energiekostenverteuerung.

#### Geschichte der deutschen Energiepolitik
In Reaktion auf die Ölkrise 1973/74 wurde in den 1980er Jahren in der Elektrizitätsversorgung zunächst auf den Ausbau der Kernenergie in Deutschland gesetzt. Aufgrund von Protestbewegungen und zunehmender Skepsis wurde im Jahr 2000 der Atomausstieg in die Wege geleitet. Nach einer zwischenzeitlichen Laufzeitverlängerung wurde der Ausstieg aus der Kernenergie infolge der Nuklearkatastrophe von Fukushima im Jahr 2011 endgültig beschlossen.
Die Entdeckung großer Öl- und Gasvorkommen in Sibirien führte seit den 1970er Jahren zu einer deutsch-russischen Zusammenarbeit, bei der westdeutsches Knowhow zur Erschließung der Vorkommen genutzt und im Gegenzug Öl und Gas von der Sowjetunion nach Westdeutschland geliefert wurde. Vor dem Hintergrund verfügbaren relativ billigen russischen Erdgases basiert Stand 2020 in Deutschland 12 % der Elektrizitätsversorgung und die Hälfte der Wohnungsheizungen auf Erdgas. Der Kernenergieausstieg führte dabei zunächst zu einer Intensivierung dieser Wirtschaftsbeziehungen und einer Ausweitung der Erdgasimporte.
Nach dem russischen Überfall auf die Ukraine 2022 und den darauf folgenden Entwicklungen änderte sich die Energiepolitik erheblich, um sich von der bestehenden Abhängigkeit von Russland im Hinblick auf Gas, Öl und Kohle zu lösen. Unter anderem wurden Verträge mit nicht-russischen Lieferanten angestrebt und eine Verlängerung der Laufzeit von Kernkraftwerken durchgesetzt. Wirtschaftsminister Robert Habeck rief Ende März 2022 die Frühwarnstufe des „Notfallplans Gas“ aus, Grundlage ist die Verordnung (EU) 2017/1938 der EU. Österreich rief am gleichen Tag ebenfalls die Frühwarnstufe aus.

### Großbritannien
Großbritannien besitzt große Reserven an Kohle, Erdgas und Erdöl und verfügt zudem bedingt durch die Insellage über viele hervorragende Windstandorte on- und offshore. Wichtige Energieträger sind Erdöl und Erdgas, Kohle, und die Kernenergie, zunehmend auch erneuerbare Energien, insbesondere die Windenergie.
2003 verwarf das Weißbuch zur künftigen Energieversorgung den Kernenergie-Strom als zu teuer. Im Wahlkampf 2005 begann ein Umdenkungsprozess, der im Sommer 2006 in eine Neubewertung mündete. Neben größeren Anstrengungen zugunsten erneuerbarer Energien wie Wind und Wasser und „einem Quantensprung“ bei Energiesparprogrammen (Tony Blair) zählte das zuständige Industrieministerium nun auch eine neue Generation von Kernkraftwerken zum Energiemix der Zukunft. 19 überwiegend veraltete Kernreaktoren erzeugten 2007 etwa 20 Prozent des britischen Strombedarfs (siehe Liste der Kernreaktoren in Großbritannien); bis 2023 wollte man 18 davon aus Altersgründen abschalten.
Durch die Öl- und Gas-Vorkommen unter der Nordsee (siehe Nordseeöl und Nordseegas) gehörte Großbritannien bis 2004 zu den Netto-Exporteuren; angesichts schwindender Reserven wird das Land Regierungsberechnungen zufolge 2027 sein Erdgas zu 90 Prozent aus dem Ausland beziehen. Gas-Lieferanten wie Russland und Algerien gelten vielen als politisch unsicher.
Bis 2008 trugen steigende Ölpreise dazu bei, neue Kernkraftwerke attraktiv erscheinen zu lassen. Seit ihrem Baubeginn machten die EPRs in Finnland (Kernkraftwerk Olkiluoto) und Frankreich (Kernkraftwerk Flamanville) mit massiven Kostenüberschreitungen und Bauzeitverzögerungen wiederholt Schlagzeilen.
Die Finanzkrise ab 2007 löste in Großbritannien eine Wirtschaftskrise aus. Das Land hat seit Jahren große Handelsbilanzdefizite; allein von 2006 bis 2011 (also in acht Jahren) etwa 1307 Milliarden US-Dollar, siehe Wirtschaft des Vereinigten Königreichs#Leistungsbilanz und Handelsströme.
Im März 2011 erschütterte die Nuklearkatastrophe von Fukushima die Welt. Danach – im März 2012 – gaben E.ON und RWE ihre Pläne auf, in Großbritannien neue Kernkraftwerke zu bauen. E.ON und RWE verkauften ihre Anteile an Horizon Nuclear Power an Hitachi. Peter Terium, RWE-Chef seit dem 1. Juli 2012, setzte sich von der Geschäftspolitik seines Vorgängers Jürgen Großmann ab. Von den 16 laufenden Kernreaktoren (Liste hier) soll der älteste 2015 stillgelegt werden, Dungeness B1 und B2 2018.
Großbritannien ist ein windreiches Land; es kann – begünstigt durch große technische Fortschritte bei Windenergieanlagen – große Teile seines Strombedarfs onshore und/oder offshore mit Windenergie erzeugen. Bei Offshore-Windkraft ist Großbritannien (Stand 2011) in Europa mit Abstand führend – bis 2020 sollen Anlagen mit 18 Gigawatt Leistung aufgestellt werden. (Siehe auch Liste der Offshore-Windparks)

### Frankreich
Frankreich erzeugt mit etwa 58 Kernreaktoren etwa 75 % seines Stromes aus Kernenergie (siehe Kernenergie in Frankreich).
Der massive Zubau von Kernkraftwerken in Frankreich war nicht (wie vielfach angenommen) eine Reaktion auf die Ölkrise 1973/74. Grund war ein anderer: 1969 hatte das französische Atomkommissariat (C.E.A.) etwa 3000 Mitarbeiter. Diese waren unterbeschäftigt, nachdem die Atomstreitmacht bewaffnet war. Es war das Bestreben vieler französischer Politiker, von den Vereinigten Staaten möglichst unabhängig und autark zu sein. Man wollte die Abhängigkeit vom Erdöl minimieren (seit der Sueskrise (1956), der Sperrung des Sueskanals ((1967–1975) sowie der Dekolonisation Afrikas (ab 1961) war diese Abhängigkeit allgemein bewusst. André Giraud wurde 1971 Leiter des Atomkommissariats und veröffentlichte im März 1971 massive Ausbaupläne. Die folgenden Baubeginne zeigen die Schnelligkeit der Expansion: Bugey II am 1. November 1972, Bugey III am 1. September 1973, Bugey IV am 1. Juni 1974, Bugey V am 1. Juli 1974. Diese vier Druckwasserreaktoren hatten eine Nettoleistung von 3580 MW (910 + 910 + 880 + 880 MW). 1980 gingen sieben französische Kernreaktoren in Betrieb, 1981 acht, 1982 zwei, 1983 vier, 1984 sechs, 1985 vier und 1986 sechs (zusammen 37).  Die Nuklearkatastrophe von Fukushima sowie Kostenexplosionen beim Bau des EPR in Finnland trugen dazu bei, die Energiepolitik Frankreichs zu verändern. Im Januar 2012 gaben mehrere Industriekonsortien ihre Gebote für Bau und Betrieb von fünf geplanten Offshore-Windparks ab. Bis 2016 sollen die Windkraftanlagen mit einer Leistung von drei Gigawatt aufgestellt sein. Mit dem Projekt will Frankreich seinen enormen Rückstand zu anderen Industrieländern bei der Windenergie-Nutzung verkleinern. Bis 2020 soll die Offshore-Leistung zusätzlich zu den an Land installierten Windkraftanlagen auf sechs Gigawatt gesteigert werden.
Die französische Energieplanung (programmation pluriannuelle de l’énergie, PPE) legt weiterhin konkrete Maßnahmen zum Ausbau der französischen Wärmenetze und der Erhöhung von dem Anteil erneuerbarer Energien in der Wärmeversorgung fest. Zwischen 2005 und 2017 stieg der EE-Anteil an der von den Netzen verteilten Wärme von 25 % auf 56 %. Bis 2030 soll 38 % des Endwärmeverbrauchs mit erneuerbaren Energien gedeckt werden gegenüber 20 % im Jahr 2016. In Deutschland beträgt der Anteil erneuerbarer Energien am Wärme- und Kältebedarf derzeit circa 16 %. Außerdem soll sich die in Wärmenetzen gelieferte erneuerbare Wärme, Kälte und Abwärme bis 2030 im Vergleich zu 2012 verfünffachen.

### Dänemark
Der dänische Strom aus Windkraft wird an der Strombörse 'Nord Pool' (Nordic power exchange) gehandelt. Jeder Erzeuger erhält einen Ökobonus von 0,10 DKK/kWh (etwa 1,3 ct/kWh). Dänemark ist führend bei der Wärmewende. 40 Prozent des Wärmebedarfs in Dänemark stammen aus erneuerbaren Energien. Der entsprechende Anteil in Deutschland liegt bei 16,5 %.
Energinet.dk ist der einzige Stromnetzbetreiber in Dänemark und komplett in Staatsbesitz. Sämtliche Gewinne, im Jahr rund eine Milliarde Euro, bleiben in Staatshand.

### Niederlande
siehe Niederlande#Naturressourcen

## Energiepolitik in weiteren Ländern
- Schweizer Energiepolitik
- Energiewirtschaft Russlands, Abschnitt Energiepolitik unter Jelzin und Putin
- Energiepolitik der VR China

## Zeitschriften zur Energiepolitik
- Energy Policy
- Energiewirtschaftliche Tagesfragen